# ユーリイ・ストルチコフ
ユーリー・ティモフェーヴィッチ・ストルチコフ（Ю́рий Тимофе́евич Стручко́в、1926年7月28日 - 1995年8月16日）は、ロシアの化学者、結晶学研究者で、X線結晶学の専門家。1990年にソ連科学アカデミー（Академия наук СССР：1991年にロシア科学アカデミーに移行）の通信会員となった。モスクワに生まれ、アメリカ合衆国サウスカロライナ州チャールストンで没した。

## 経歴
モスクワに生まれたストルチコフは、12歳だった1938年に父親が逮捕、粛清され、その後、母子家庭に育つ中で交通事故に遭って右腕を失った。1943年にモスクワ大学に入学して化学を学び、1948年に卒業すると有機化学研究所 (Институт органической химии) に入って、有機結晶化学の先駆者アレクサンドル・イサーコヴィッチ・キタイゴロドスキーの研究助手となった。1954年に博士号を取得し、師であるキタイゴロドスキーとともに、新設された有機元素化合物研究所 (Институт элементоорганических соединений имени) に移った。以降、実績を重ね、1970年代末には、X線結晶学の先駆者のひとりとして学界の中では国際的にも認知されるようになり、1988年にはネスメヤノフ金メダルを受賞し、1990年には国際結晶学連合の執行役員となり、1993年には副会長に選出された。

## イグノーベル賞
それまで、一般的にはほとんど知られていなかったストルチコフは、1992年にイグノーベル賞文学賞を受賞したことで、広く知られるようになった。科学情報研究所のデイヴィッド・ペンドルベリー (David Pendlebury) が、研究所の学術データベースを使用して、1981年から1990年の範囲で最も多く学術論文を書いたのは誰かと調べたところ、最多数だったのは、この期間に948本の論文の著者、ないし、共著者となっていたストルチコフであった。平均すると、3.9日に1本の論文が発表されていた計算になる。ストルチコフは、この期間に限らず論文を量産しており、生涯を通して、2000本以上の論文に名を連ねたとされている。
こうした量産の背景には、ストルチコフが、ソビエト連邦の体制下で、研究による多忙を共産党への入党を拒む理由としていたことがあったともされているが、後年には、研究所の施設機器を利用した研究所内外の研究成果に関して、ギフトオーサーシップ行為（共著の実態がないにもかかわらず共著者とする行為）が常態化していた結果と見なされるようになっている。